# Zdzisław Kapka
Zdzisław Ryszard Kapka (født 7. december 1954 i Kraków, Polen) er en tidligere polsk fodboldspiller (angriber).
Kapka tilbragte størstedelen af sin karriere i sin hjemby hos den polske storklub Wisła Kraków. Her var han blandt andet med til at vinde det polske mesterskab i 1978.
Kapka spillede desuden 14 kampe og scorede ét mål for det polske landshold. Han var med i landets trup til VM i 1974 i Vesttyskland, hvor holdet vandt bronze. Han fik dog kun 17 minutters spilletid i turneringen, der faldt i bronzekampen mod Brasilien.